# Chave (Lugo)
Chave (llamada oficialmente San Sadurniño de Chave) es una parroquia y una aldea española del municipio de Saviñao, en la provincia de Lugo, Galicia.

## Otras denominaciones
La parroquia también es conocida por el nombre de San Saturnino de Chave.

## Límites
Limita con las parroquias de Reiriz al norte, Villacaíz al este, Villaesteva al sur y Mourelle al oeste.

## Organización territorial
La parroquia está formada por nueve entidades de población, constando ocho de ellas en el nomenclátor del Instituto Nacional de Estadística español:

### Entidades de población
Entidades de población que forman parte de la parroquia:
- A Costa
- A Cruz
- Amedo (O Amedo)
- Chave
- Gruñedo (O Gruñedo)
- Lamas
- Marzán
- O Campo

### Despoblado
Despoblado que forma parte de la parroquia:
- Lence (A Lence)

## Demografía

### Parroquia
| Gráfica de evolución demográfica de Chave (parroquia) entre 2000 y 2021 |
|                                                                         |
| Datos según el nomenclátor publicado por el INE.                        |

### Aldea
| Gráfica de evolución demográfica de Chave (aldea) entre 2000 y 2021 |
|                                                                     |
| Datos según el nomenclátor publicado por el INE.                    |